# Antoni Chełmiński (pilot)
Antoni Tadeusz Chełmiński (ur. 26 czerwca 1905 w Warszawie, zm. 10 września 1933 w Warszawie) – oficer Wojska Polskiego, porucznik obserwator, pilot.

## Życiorys
Syn Józefa i Teodory z domu Krwawnik. Wstąpił do Korpusu Kadetów nr 2 w Chełmnie, gdzie w 1925 roku zdał egzamin maturalny. Otrzymał przydział do Oficerskiej Szkoły Lotniczej w Grudziądzu, którą ukończył w 1927 roku z czwartą lokatą. 
W stopniu starszego sierżanta podchorążego obserwatora otrzymał przydział do 11. eskadry lotniczej 1. pułku lotniczego. W marcu 1928 roku otrzymał awans na stopień podporucznika, w 1929 r. na własną prośbę w Centrum Wyszkolenia Oficerów Lotnictwa w Dęblinie przeszedł kurs pilotażu. Na okres roku powrócił do 112 eskadry myśliwskiej 1. pl, następnie ukończył kurs pilotażu myśliwskiego w 2. pułku lotniczym. W 1931 roku otrzymał awans na stopień porucznika.
Powrócił do macierzystego pułku, gdzie pełnił funkcję oficera mobilizacyjnego. Został skierowany na kurs wyższego pilotażu w Lotniczej Szkole Strzelania i Bombardowania w Grudziądzu. Po jego ukończeniu objął stanowisko instruktora w eskadrze treningowej 1 pl.
Zginął 10 września 1933 roku podczas lotu treningowego na samolocie Hanriot H.28 (nr 30.254). Został pochowany na Cmentarzu Powązkowskim w Warszawie w rodzinnym grobowcu (kwatera 166-1-1).